# Afskrivning
En afskrivning er en regnskabsmæssig postering, som periodisk formindsker den bogførte værdi af anlægsaktiver over dettes brugstid. Dette vil medføre, at den enkelte regnskabsperiode "belastes" med en del af den forventede værdiforringelse.
Eller sagt på et mere almindeligt dansk: En afskrivning er en bogført formindskelse af en tings (fx en bils) værdi som følge af brug eller slitage.
Den danske årsregnskabslov indeholder i § 43 et krav om, at afskrivningerne skal være systematiske. Dette indbærer, at man allerede ved anskaffelsen beslutter såvel brugstid som afskrivningsmetoden. Konstateres under vejs i brugsforløbet væsentlige afvigelser, er der mulighed for (synlig) korrektion gennem op- eller nedskrivninger.
Lineær afskrivning, hvor der hvert år afskrives et lige stort beløb, er den mest anvendte metode. Følgende metoder ses dog også anvendt:
- Saldometoden, hvor der årligt afskrives en andel (procent-sats) af aktivernes restværdi. Denne metode anvendes skattemæssigt i Danmark, idet det er tilladt at anvende sats mellem 0 og 25 % på driftsmidler.
- Amortisation, hvor afskrivningerne svarer til de årlige afdrag på en annuitet.